# Гвардейское городское поселение
Гварде́йское городско́е поселе́ние — упразднённое муниципальное образование в составе муниципального образования «Гвардейский район» Калининградской области. Административный центр поселения — город Гвардейск.

## География
В состав поселения входят Гвардейск и посёлок Пригородное. Площадь поселения 1990 га, из них сельхозугодья занимают 884 га.
Через поселение образование проходит федеральная автомобильная трасса Калининград-Вильнюс-Москва, а также областная автодорога на Калининград. Имеется станция на железнодорожной линии Калининград — Черняховск — Чернышевское (литовская граница).

## История
Гвардейское городское поселение образовано 24 февраля 2005 года в соответствии с законом Калининградской области № 502.
Законом Калининградской области от 10 июня 2014 года № 319 Гвардейское городское поселение, Знаменское сельское поселение, Зоринское сельское поселение, Озерковское сельское поселение и Славинское сельское поселение преобразованы путём их объединения во вновь образованное муниципальное образование, наделённое статусом городского округа, с наименованием «Гвардейский городской округ».

## Население
| 2002   | 2010    | 2012    | 2013    | 2014    |
| ------ | ------- | ------- | ------- | ------- |
| 14 572 | ↘14 130 | ↘14 009 | ↘13 813 | ↘13 736 |

## Состав городского поселения
В состав городского поселения входят 2 населённых пункта
- Гвардейск (город, административный центр) — 13 962[8]
- Пригородное (посёлок) — 222[1]

## Достопримечательности
- Здание кирхи (1694), в которой ныне располагается православный храм Святого Иоанна Предтечи.
- Замок Тапиау (XIII века).
- Дом художника Ловиса Коринта
- Здание ратуши
- Здание лечебницы
- Ряд жилых зданий постройки конца XIX — начала XX веков.